# Хосни Мубарак
Маха́ммад Хо́сни Са́йид Муба́рак (на арабски: محمد حسني سيد مبارك [mæˈħæmːæd ˈħosni ˈsæjːed moˈbɑːɾɑk], Muḥammad Ḥusnī Sayyid Mubārak, роден на 4 май 1928), познат като Хосни Мубарак, е президент на Египет от 14 октомври 1981 до 11 февруари 2011 г. Бивш офицер, маршал от авиацията.
Издига се до вицепрезидентския пост през 1975 г. след кариера в Египетските военновъздушни сили, а по-късно става президент след убийството на президента Ануар Садат на 6 октомври 1981 г. Почти тридесет годишното му управление на практика го превръща в най-дълго управляващият владетел на Египет след Мохамед Али паша.
Мубарак отстъпва властта след 18-дневни протести по време на Египетска революция (2011), когато на 11 февруари 2011 г. вицепрезидентът Омар Сулейман обявява, че Мубарак подава оставка и предава управлението на Върховния съвет на въоръжените сили. На 13 април, след прокурорско нареждане, президентът и неговите синове са задържани за 15 дни по обвинения в корупция, злоупотреба с власт и престъпна небрежност по време на протестите. Процесът започва на 3 август 2011 г. Мубарак също така е разследван и във връзка с убийството на неговия предшественик Ануар Садат.
На 2 юни 2012 г. президентът Хосни Мубарак е осъден на доживотен затвор от египетския съд. След произнасянето на присъдата той преживява серия от здравословни проблеми.
На 9 май 2015 г. е осъден на 3 години затвор за корупция.
Като президент на Египет той е считан за един от най-влиятелните лидери в региона. Известен е с умерената си позиция по палестинско-израелския конфликт и често взима участие в преговорите между двете страни.
Умира на 25 февруари 2020 г. в Кайро.

## Произход, образование и кариера във военновъздушните сили
Мубарак е роден в Кафр-Ел Месела, Египет на 4 май 1928 г.
След като завършва гимназия се записва в Египетската военна академия, където се дипломира като бакалавър по военно дело през 1949 г. През 1950 г. постъпва в Египетските военновъздушни сили и завършва бакалавърска степен по авиация пръв по успех в своя клас. Последователно минава през различни стъпала в йерархията – пилот, инструктор, командир на ескадрила и командир на авиобаза. През 1964 г. оглавява египетската военна делегация в СССР. През 1967 г. Мубарак е назначен за командир на Военновъздушната академия и получава кредит за удвояване числеността на пилотите и навигаторите в навечерието на Октомврийската война. Две години по-късно става началник-щаб на военновъздушните сили.
През 1972 г. Мубарак е назначен за заместник-министър на отбраната. Следващата година е повишен в ранг маршал заради заслугите си по време на войната срещу Израел, когато получава много високи оценки за своята служба. Египетският анализатор Мохамед Хейкал, обаче дава различна оценка за ролята на Военновъздушните сили през 1973 г. Според Хейкал, ролята на ВВС е по-скоро психологическа, повишавайки бойния дух на сухопътните сили, които прекосяват Суецкия канал. Според други критици, Мубарак умишлено е преувеличил ролята си по време на войната за да спечели политически кредит за себе си.

## Вицепрезидент на Египет
През април 1975 г. действащият президент Ануар Садат посочва за свой вицепрезидент и наследник Хосни Мубарак. Новият вицепрезидент активно участва в правителствените консултации свързани с бъдещо мирно развитие на отношенията с Израел. Като част от този процес, през септември 1975 г. Мубарак пътува до Рияд и Дамаск за да води преговори със саудитския принц и сирийското правителство. Темата на тези преговори е подписването на споразумение с Израел (Синай II). Мубарак не е приет от президента на Сирия – Хафез Асад.
Освен в столиците на Сирия и Саудитска Арабия, Садат изпраща своята дясна ръка и на множество срещи с различни международни лидери. Политическото значение на Мубарак може да бъде много ясно да бъде видяно от един разговор проведен на 23 юни 1975 г. между външния министър Фахми и посланика на САЩ Хърман Елитс, при който Фахми казва: „Мубарак, за сега най-вероятно ще бъде редовен участник на всички най-важни преговори“ и съветва посланика да не подценява вицепрезидента, защото той е личен избор на Садат.

## Президент на Египет
На 6 октомври 1981 г., по време на военен парад в чест на годишнина от Октомврийската война, президента Ануар Садат е убит, заедно с още 11 души от военен отряд, воден от радикалния ислямист, лейтенант Халид Исламбули. По време на атаката Мубарак е ранен в рамото. След атентата по закон, за президент е назначен Мубарак, който става четвъртият президент на Египет и председател на Националдемократическата партия на Египет. Той се превръща в най-дълго управлявалият президент в историята на Египет. Мандатът му продължава 29 години.
Във вътрешнополитически план управлението на Мубарак се стреми да следва курс на подобряване на икономиката и решаване на социалните проблеми в египетското общество. Политиката му обаче среща сериозна съпротива от страна на ислямистите в страната и по-точно на опозиционната партия „Мюсюлмански братя“. Във външната си политика той следва проамерикански курс, като след Израел, Египет е най-важният партньор на САЩ в Близкия изток.

### Връщане на Египет в Арабската лига
През 1977 г., по времето на управлението на Садат, Египет подписва мирен договор с Израел, с което на практика официално признава и самата еврейска държава. Това споразумение е подписано в Кемп Дейвид, САЩ от президента на Египет Садат и премиера на Израел Менахем Бегин, с посредничеството на американския президент Джими Картър. Мирният договор, обаче вкарва Египет в конфликт с останалите арабски държави, които не признават Израел. Този конфликт на практика води и до изключването на Египет от Лига на арабските държави.
През 1989 г., осем години след атентата срещу Садат, Египет отново е приет в организацията като пълноправен член, а централата на лигата е преместена в Кайро.

### Война в залива от 1991 г.
По време на Войната в Персийския залив (1990 – 1991) Египет е част от съюзническата коалиция, а египетската е първата армия, която пристига в Саудитска Арабия, за да бъдат изтласкани иракските сили от Кувейт. Египетското участие във войната, според американското военно командване, е с основна заслуга за привличането на широка арабска подкрепа за освобождаването на Кувейт от иракската окупация.
Участието на Мубарак в конфликта утвърждава ролята му на един от основните лидери в арабския свят и носи значителни финансови приходи за египетското правителство. Според The Economist, за всеки един египетски войник, взел участие във войната е платено по 500 000 щатски долара.

### Стил на управление
През 80-те години Мубарак значително улеснява достъпа на хората до жилища, обзавеждане и медицински медикаменти. Той също така държи под строг контрол и своите министри, като някои от тях са уволнени при най-малки подозрения в корупция, а много депутати в парламента са глобени за отсъствие от заседания. През този период Египет става силно зависима от американските помощи и от американския натиск върху Израел по отношение на конфликта в Палестина. Въпреки добрите отношения със САЩ, Мубарак тайно подобрява и отношенията си и със СССР.
През 1987 г. Мубарак печели втори шестгодишен мандат. В ранните години на своето управление той значително увеличава бюджета на държавната служба за сигурност и жандармерията.
Заради своята явна позиция срещу ислямския фундаментализъм и дипломатическите връзки с Израел Мубарак е обект на няколко опита за покушение. Според Би Би Си Мубарак оцелява след шест опита за убийство. През юни 1995 г. е извършен предполагаем опит за покушение, чрез отровен газ от организацията Египетски ислямски джихад. Това се случва в Етиопия по време на конференция на Организацията на африканското единство. След завръщането си в Кайро, Мубарак заявява, че е оторизирал бомбардировки над лагери на организацията Ал Гамаа Ал Исламия.

### Отношение към инвазията в Ирак от 2003 г.
Според Мубарак по добре би било да бъде решен конфликтът в Палестина, отколкото да бъде нападан Ирак. Той твърди, че една такава война ще роди „100 Бин Ладеновци“" въпреки, това, обаче, Мубарак не подкрепя изтеглянето на американските сили от Ирак веднага след края на войната, защото това би довело до хаос.

### Избори 2005 г.
Хосни Мубарак е последователно избиран за президент за четири поредни мандата: през 1987 г., 1993 г. и 1999 г. След натиск от местната и международната общественост Мубарак нарежда на парламента на промени конституцията за изборите предвидени да се случат през септември 2005 г. Новите промени предвиждат участието на повече от един кандидат в надпреварата.
През септември на изборите се явяват няколко кандидата, което е значителна стъпка към демократизирането на страната, но все пак ЦИК и силите за сигурност остават под пълния контрол на президента. Официалните държавни медии, включително трите държавни вестника и националната телевизия, осигуряват значителен медиен комфорт за Мубарак.
През септември 2005 г. Мубарак успява да спечели нов президентски мандат в избори, оценявани от мнозина независими и чуждестранни наблюдатели като манипулирани и фалшифицирани. Според официалните данни 88% от гласувалите на тези избори са дали гласа си за него. Забелязани са много случаи на купуване на гласове в бедните области на държавата. Използвани са и хиляди гласове на хора, които са с отнето право на гласуване. На 8 септември, опозиционният кандидат Айман Нур, оспорва резултата от изборите и изисква касиране на вота. Малко след това, Нур е обвинен в измама и осъден на пет години принудителен труд. На 24 декември в деня на обявяването на присъдата, Белият дом излиза със следното изявление:
„Съединените щати са дълбоко обезпокоени от днешната присъда на египетския политик Айман Нур от египетския съд. Присъдата на доктор Нур, който остава на второ място в кандидатпрезидентските избори, поставя под въпрос египетската отдаденост към демокрацията, свободата и върховенството на закона. Ние сме обезпокоени от докладите, че здравословното състояние на доктор Нур се е влошило значително вследствие на гладната стачка, която той е предприел в знак на протест срещу условията на процеса. САЩ призовават египетското правителство да действа в съгласуваност със своето законодателство и в духа на изразеното желание за развитие на политическата откритост и диалог с египетското общество, както и от хуманитарна загриженост, да освободи г-н Нур“

### Корупция в държавната администрация
По време на управлението на Мубарак корупцията в държавната администрация се увеличава многократно. Различни политически фигури и активисти са осъждани без съд. Установени са и множество незаконни и тайни затворнически съоръжения. Много полицейски офицери нарушават правата на гражданите, чрез неоторизирани арести.
През 2005 г. Freedom House докладва, че египетското правителство е увеличило бюрократичните рестрикции, изискванията за регистрация и други правила, даващи широка основа за развитието на корупция. Освен това огромният брой държавни служители, които получават много ниски заплати са в контраст с малцинството от хора, свързани с управлението, които са с доходи значително над средните. Вследствие на това се получава огромна пропаст между бедни и богати, като средната класа, която би трябвало да бъде основата на едно общество е свита до едно ограничено малцинство. Според Freedom House „корупцията остава най-значителният проблем на управлението на Мубарак, който обеща да се справи с нея, но на практика не стори нищо съществено“

### Закон за извънредното право
Според Закона за извънредното право Египет е полупрезидентска република от 1967 г., с изключение на един 18-месечен период през 80-те, който, обаче приключва с убийството на Садат. Съгласно закона полицейските права и цензурата са значително разширени, за сметка на гражданските права. Всяка неправителствена политическа дейност е рязко ограничена: уличните протести и неодобрените от правителството политически организации са забранени. Около 17 000 души са задържани на базата на този закон по различни обвинения, а отделно цифрата на задържаните по политически причини достига 30 000. На практика този закон дава извънредни права на държавата, която може да арестува и задържа индивиди за неограничено време, без съд. Според правителството, този закон предпазва държавата от ислямистки партии като Мюсюлманско братство.

### Конфликт в Палестина
Посредством Арабската лига Мубарак трайно подкрепя постигането на траен мир в Близкия изток. На срещата на върха в Бейрут от 2002 г. Лигата приема Арабската мирна инициатива. Този план е инициран от Саудитска Арабия и е насочен към решаването на Арабско-израелския конфликт. Според него отношенията на всички арабски държави с Израел трябва постепенно да бъдат нормализирани, но в замяна на това Израел трябва да се изтегли от окупираните територии, включително и от Голанските възвишения, да признае независимостта на Палестина в Ивицата Газа и Западния бряг, като столица на държавата трябва да бъде Източен Йерусалим, както и да бъде намерено справедливо решение за палестинските бежанци.
На 19 юни 2008 г. с посредничеството на Египет е постигнато примирие между Израел и Хамас. Въпреки това примирието не е спазено от никоя от страните. Според споразумението Хамас трябва да спрат ракетните атаки срещу Израел, а от своя страна еврейската държава трябва да вдигне блокадата на Ивицата Газа и да позволи нормалния трафик на търговски стоки. Israel tied easing of the blockade to a reduction in rocket fire and gradually re-opened supply lines and permitted around 90 daily truck shipments to enter Gaza, up from around 70 per day. В крайна сметка нито Израел изпълнява напълно обещанията си, нито Хамас изпълняват техните, което води до изостряне на конфликта (Война в Газа (2008 – 2009).
През 2009 г. правителството на Мубарак забранява провежданията на ежегодната Антивоенна конференция в Кайро, която го критикува за липсата на конкретни действия срещу Израел.

## Египетска революция
През януари 2011 г. социалното недоволство срещу режима на Мубарак прераства в масови протести по-подобие на вълненията в Тунис, които довеждат до смяна на правителството и призиви за оставка на Мубарак като президент. На 1 февруари той обявява, че няма да оспорва президентските избори, които ще се проведат през септември. Президентът обещава и конституционни реформи. Тези обещания не задоволяват хилядите протестиращи, които очакват Мубарак да подаде оставка незабавно. Демонстрациите прерастват в сблъсъци с правителствените сили и проправителствени привърженици на 2 февруари 2011 г.
Седмица по-късно Мубарак обявява, че няма да подава оставка до изборите през септември, но ще предаде властта си на вицепрезидента Омар Сулейман. На следващия ден Сулейман обявява, че президентът се е оттеглил от поста си. Тази новина става повод за масови празненства в Египет, а водещите опозиционни лидери започват преговори за бъдещето развитие на страната.

### След оставката
След като подава оставка, Мубарак спира своите медийни изяви. Появяват се спекулации, че здравето му е влошено, като според някои спекулации президентът е в кома. Повечето източници твърдят, че Мубарак вече не се интересува от държавните дела и желае да „умре в Шарм ел-Шейх“.
На 28 февруари 2011 г. главният прокурор на Египет издава заповед, забраняваща на Мубарак и семейството му да напускат страната. Няколко дни по-късно семейство Мубарак е поставено под домашен арест в президентския дворец в Шарм ел-Шейх. На 13 април Мубарак и двамата му синове са задържани за разпит във връзка с възможни случаи на злоупотреба с власт и корупция. Това се случва в контекста на нарастващите подозрения, че египетската армия е твърде тясно свързана със семейство Мубарак. Гамал и Алаа Мубарак са задържани в затвор, докато държавната телевизия съобщава, че Хосни е под полицейско наблюдение в болница. Бившият израелски министър Бенямин Бен Елиезер заявява по едно израелско радио, че е предложил убежище на египетския президент в южния израелски град Ейлат.

### Съдебен процес
На 24 май 2011 г. Мубарак е изправен пред египетския съд по обвинения в предумишлено убийство на протестиращи по време на Египетската революция. Обвинение, което предвижда смъртна присъда според египетското законодателство. Пълният списък на обвиненията включва „предумишлено убийство, опит за убийство на някои демонстранти... злоупотреба с власт, целенасочено прахосване на публични средства и неправомерно присвояване на частни финансови приходи и печалби.'“
на 28 май столичният административен съд в Кайро го глобява 33 млн. щатски долара за причиняване на щети на националната икономика, заради спирането на достъпа до интернет и телефонните връзки по време на протестите. Според съда тази сума трябва да бъде изплатена от личните авоари на Мубарак.
Процесът срещу Хосни, Гамал и Алаа Мубарак, вътрешния министър Хабиб ел-Адли и още шест полицейски началника по обвинение в злоупореба с власт и предумишлено убийство стартира на 3 август 2011 г. Процесът е предаван пряко по държавната телевизия, като Мубарак за първи път се появява в ефир след оставката си. Той е докаран в залата в болнично легло. Процесът продължава до 2 юни 2012 г., когато съдът излиза с окончателно становище. Бившият президент е признат за виновен по обвинение, че не е спрял убийствата на протестиращите от египетските сили за сигурност и е осъден на доживотен затвор. Всички останали обвинения отпадат. Гамал и Алаа Мубарак, ел-Адли и шестимата висши полицейски служители са оневинени заради липса на доказателства.
През януари 2013 г. апелативният съд отменя доживотната присъда и връща делото за преразглеждане.

## Богатство
През февруари 2011 г. излизат данни, че личното богатство на Мубарак и семейството му е между 40 и 70 млрд. щатски долара. Британският Гардиан също изчислява богатството на семейство Мубарак на около 70 млрд. долара, натрупано вследствие на корупция, подкупи и законни бизнес дейности. Тези пари са разпръснати в множество местни и чуждестранни банки, както и в недвижимо имущество. На 17 март 2011 г. председателят щатската сенатска комисия по международни отношения Джон Кери признава, че правителството на САЩ е замразило активи на стойност 31 млрд. долара, собственост на семейство Мубарак, включително банкови сметки и недвижимо имущество. По-късно Кери оттегля изказването си, като заявява, че е имал предвид семейство Кадафи, а не Мубарак.

## Политически и военни длъжности
- Председател на Движение на необвързаните държави
- Президент на Египет (1981 – 2011)
- Председател на Г-15 (1998 и 2002 г.)
- Председател на Организация за африканско единство (1989 – 90 и 1993 – 94)
- Председател на Националдемократическата партия (1982)
- Заместник-председател на националдемократическата партия (1979)
- Вицепрезидент на Египет (1975)
- Маршал на ВВС (1974)
- Главнокомандващ на ВВС и заместник-министър на отбраната (1972)
- Началник-щаб на ВВС (1969)
- Директор на Военновъздушната академия (1968)
- Командир на авиобаза Кайро (1964)
- Лектор във военновъздушната академия (1952 – 59)